# John Wayles Eppes

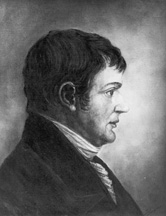
John Wayles Eppes

John Wayles Eppes, född 19 april 1773 i Chesterfield County, Virginia, död 13 september 1823 i Buckingham County, Virginia, var en amerikansk politiker (demokrat-republikan). Han representerade delstaten Virginia i båda kamrarna av USA:s kongress, först i representanthuset 1803-1811 samt 1813-1815 och sedan i senaten 1817-1819. Han var ordförande i senatens finansutskott 1818-1819.
Eppes studerade vid Hampden-Sydney College. Han inledde 1794 sin karriär som advokat i Richmond, Virginia.
Eppes efterträdde 1803 Anthony New som kongressledamot. Han efterträddes 1811 av James Pleasants. Eppes tillträdde 1813 på nytt som kongressledamot och efterträddes två år senare av John Randolph.
Eppes efterträdde 1817 Armistead Thomson Mason som senator för Virginia. Han efterträdde dessutom 1818 George W. Campbell som ordförande i finansutskottet. Eppes avgick 1819 som senator på grund av dålig hälsa och efterträddes av James Pleasants.